# 포항제철공업고등학교
포항제철공업고등학교(浦項製鐵工業高等學校)는 대한민국 경상북도 포항시 남구 지곡동에 위치한 사립 고등학교이다.

## 학교 연혁
- 1969년 11월 22일 : 공립 포항공업고등학교 설립 인가
- 1970년 3월 12일 : 포항공업고등학교 개교(금속과 1학급, 기계과 2학급 계 3학급 180명)
- 1970년 6월 16일 : 초대 이길수 교장 취임
- 1971년 4월 3일 : 개교식 및 양학동 교사 준공식 거행
- 1973년 12월 26일 : 학칙 변경 인가(주간부 금속 3, 기계 2, 전기 1, 제철 1 야간부 금속 1, 기계 2 계 10학급)
- 1973년 1월 13일 : 제1회 졸업식 거행(금속과 1학급, 기계과 2학급 계 3학급 169명 졸업)
- 1978년 3월 1일 : 포항제철공업고등학교로 교명 변경(편성학급 30학급)
- 1978년 3월 10일 : 교육법 제103조 제10조에 의거 부설 산업체 특별학급 인가(기계과 1)
- 1978년 9월 1일 : 학교법인 제철학원에서 인수(박태준 이사장 취임, 공립에서 사립으로 전환)
- 1981년 2월 10일 : 양학동 구교사에서 현 신축교사로 이전
- 1981년 3월 9일 : 야구부 창단
- 1985년 3월 29일 : 축구부 창단
- 2009년 12월 17일 : 자율학교 최초 지정(2010. 3.1~2015. 2.28)
- 2010년 6월 29일 : 특성화고등학교로 지정
- 2012년 11월 30일 : 다목적강당(웅비관) 준공
- 2013년 3월 4일 : 마이스터고등학교 개교식
- 2018년 3월 1일 : 자율학교 재지정(마이스터고 산업수요맞춤형 교육과정 운영, ~2021.2.28)
- 2018년 3월 2일 : 제10대 이성열 교장 취임(공모교장)
- 2019년 5월 31일 : 학과 명칭 변경 승인(재료기술과, 자동화기계과 전기전자제어과)
- 2019년 8월 31일 : 본관 행정동(창의관) 준공
- 2021년 3월 1일 : 직업계고 학점제 선도학교 (2019 ~ 2021)
- 2023년 2월 8일 : 제51회 졸업식 거행(176명) 졸업생 총계 15,178명
- 2023년 3월 2일 : 제54회 입학식(150명)

## 설치 학과
- 전기전자제어과
- 자동화기계과
- 재료기술과

## 참고 자료
- 포항제철공업고등학교 - 한국교육학술정보원 학교알리미